# Francisco Peralta Torrejón

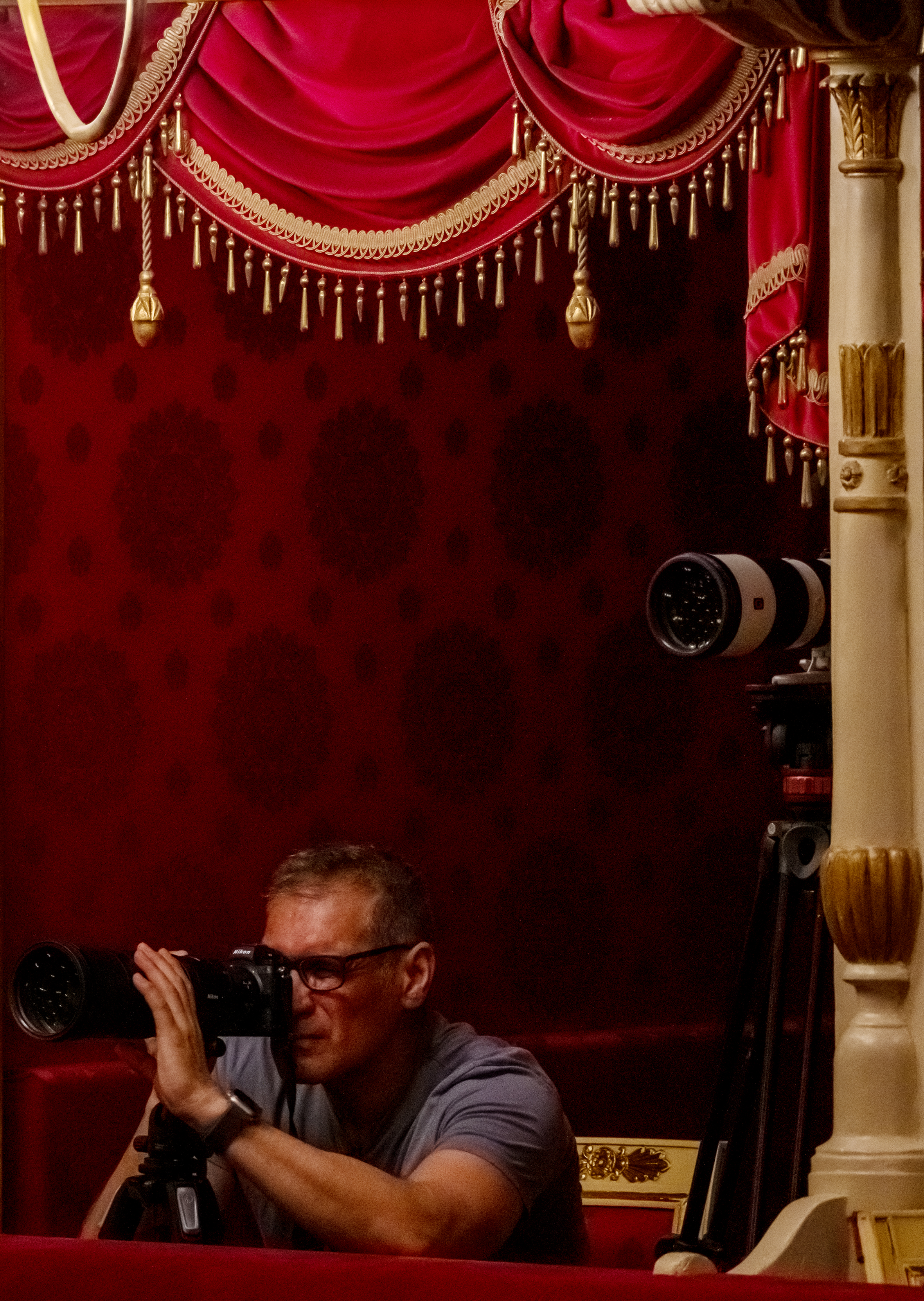
Nel Teatro alla Scala di Milano, 2024

Francisco Peralta Torrejón (La Serena, 1965) è un fotografo austriaco, nato in Cile.

## Vita
Il focus del suo lavoro è la fotografia architettonica, le immagini della natura, gli spettacoli d'opera, le pietre commemorative e, occasionalmente, i ritratti. Ha fotografato alla Scala ed al Piccolo Teatro di Milano, all'Opera di Roma, al La Fenice, al Teatro Verdi di Trieste ed al Teatro Comunale di Bologna, al Teatro Real di Madrid, al Teatro Liceu di Barcelona e in molti altri teatri d'opera in Europa. 
Insieme al suo socio Christian Michelides, ha documentato quasi tutte le pietre d'inciampo collocate da Gunter Demnig in Italia. Le sue fotografie hanno ricevuto numerosi premi.
Lavora anche al Lighthouse Wien e sta studiando per diventare psicoterapeuta.

## Galleria d'immagini

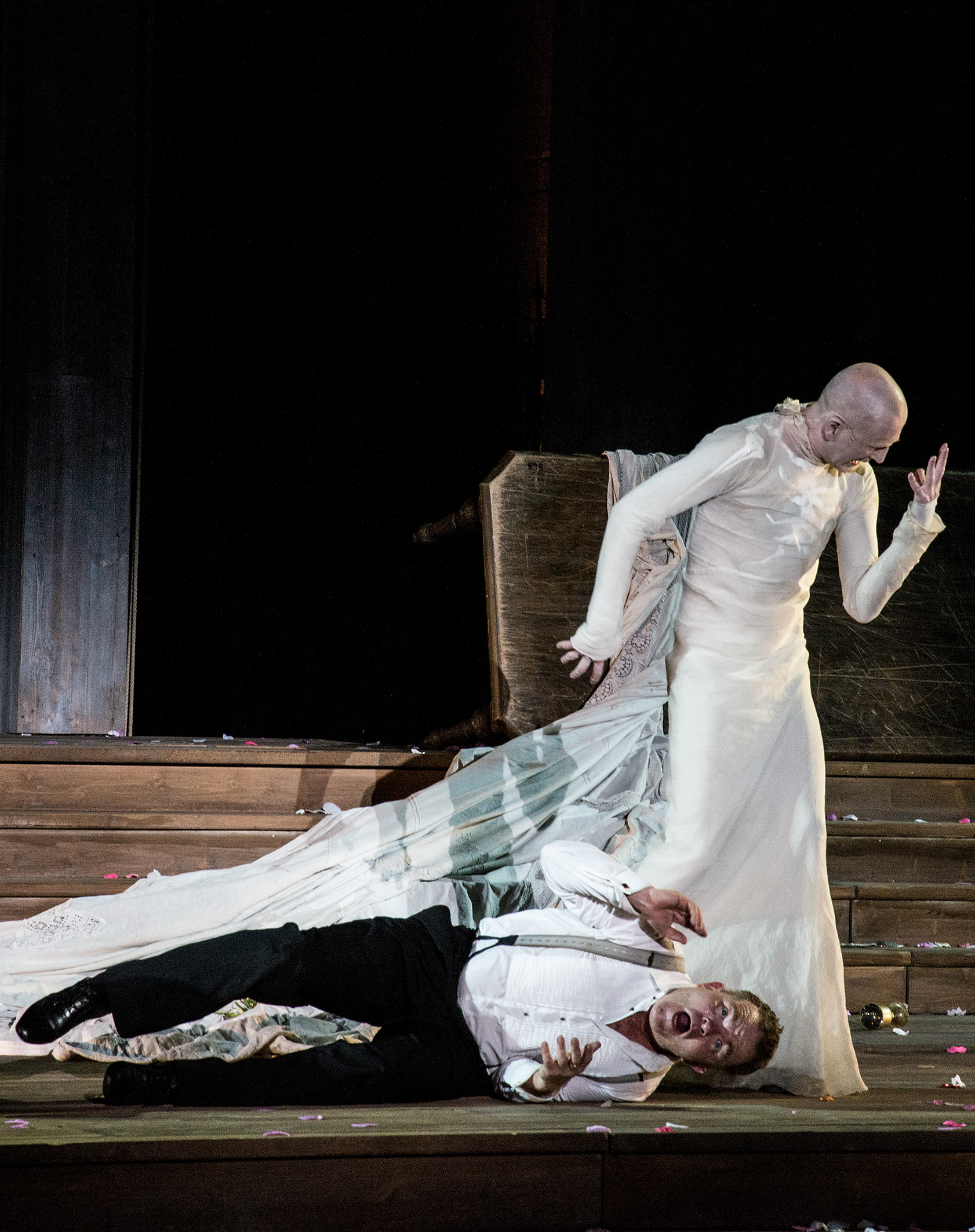
Jedermann al Festival di Salisburgo
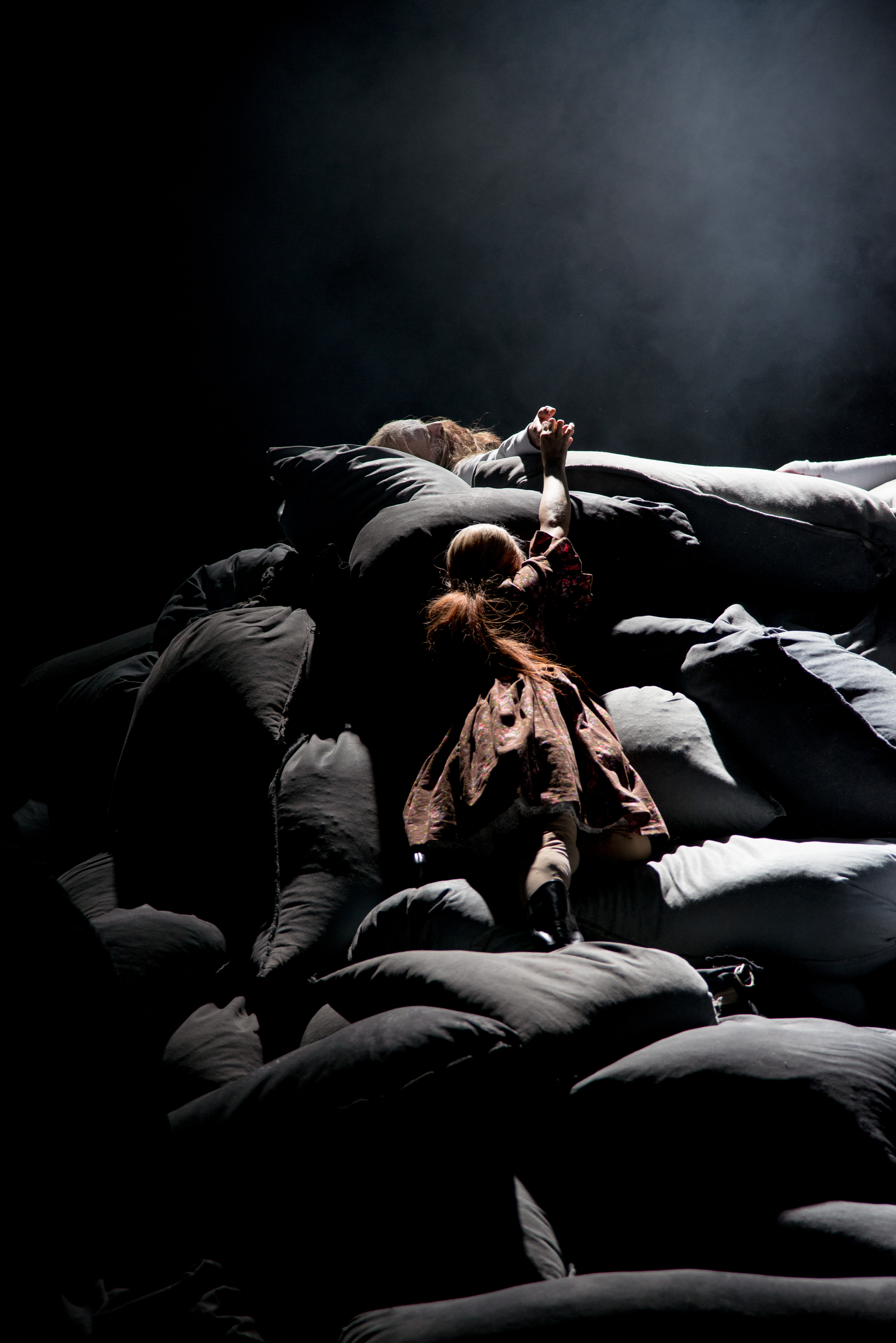
Un dramma di Tolstoj al Burgtheater di Vienna
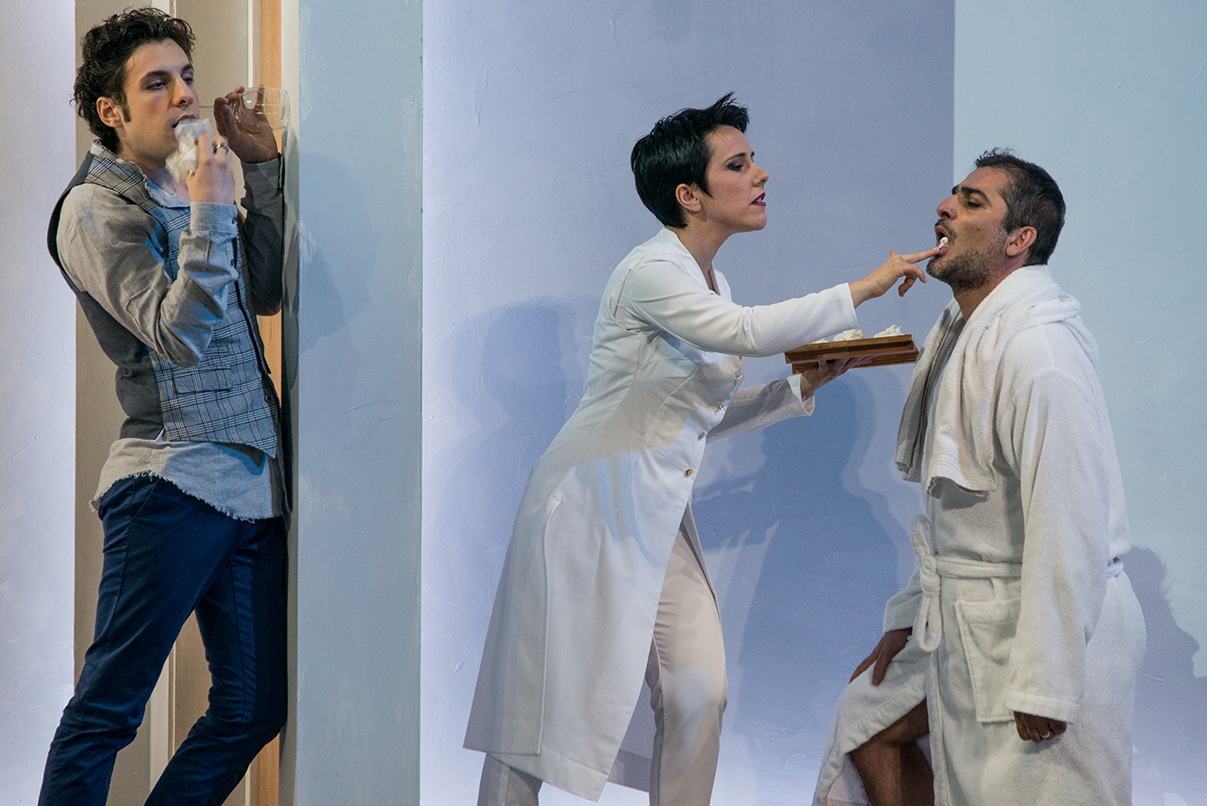
Mirandolina al Teatro La Fenice
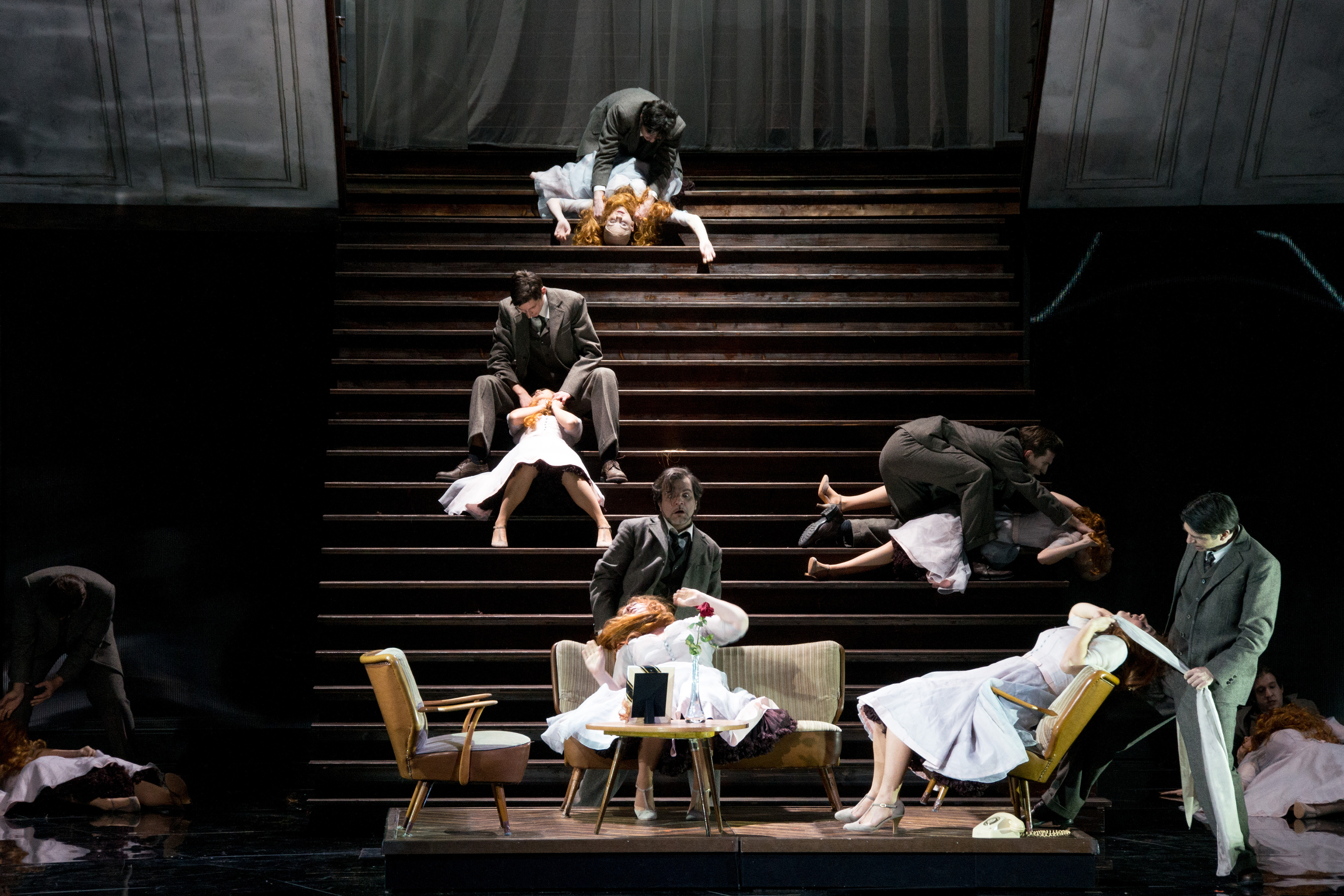
Die tote Stadt al Opera di Graz
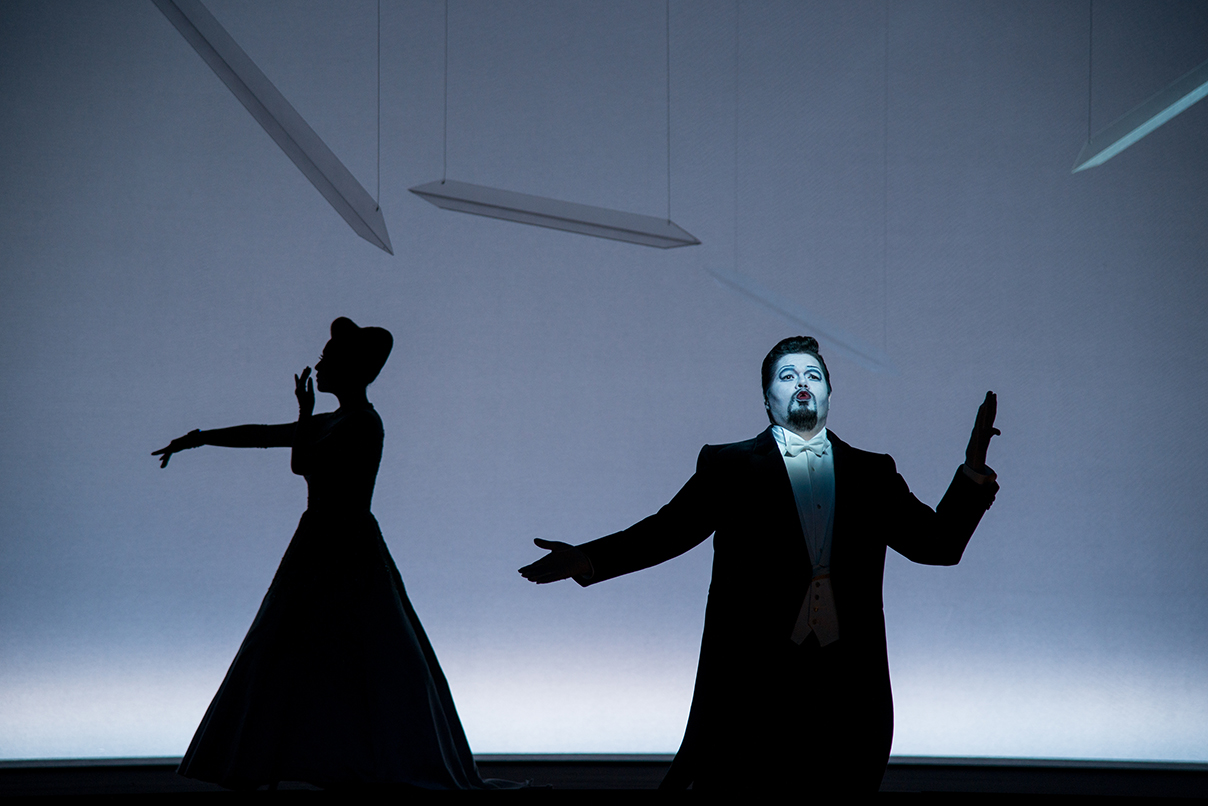
La traviata a Linz

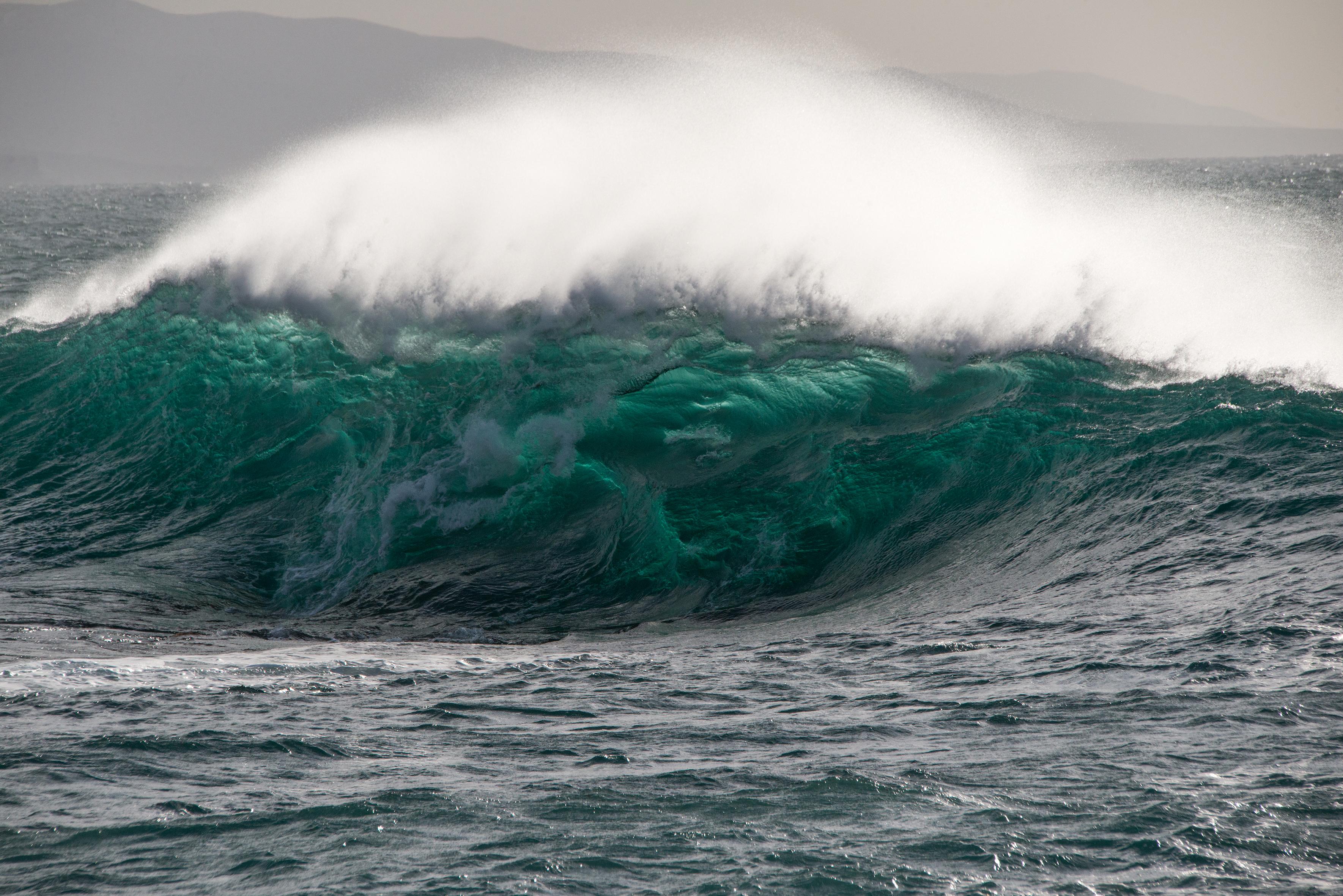
El Cotillo
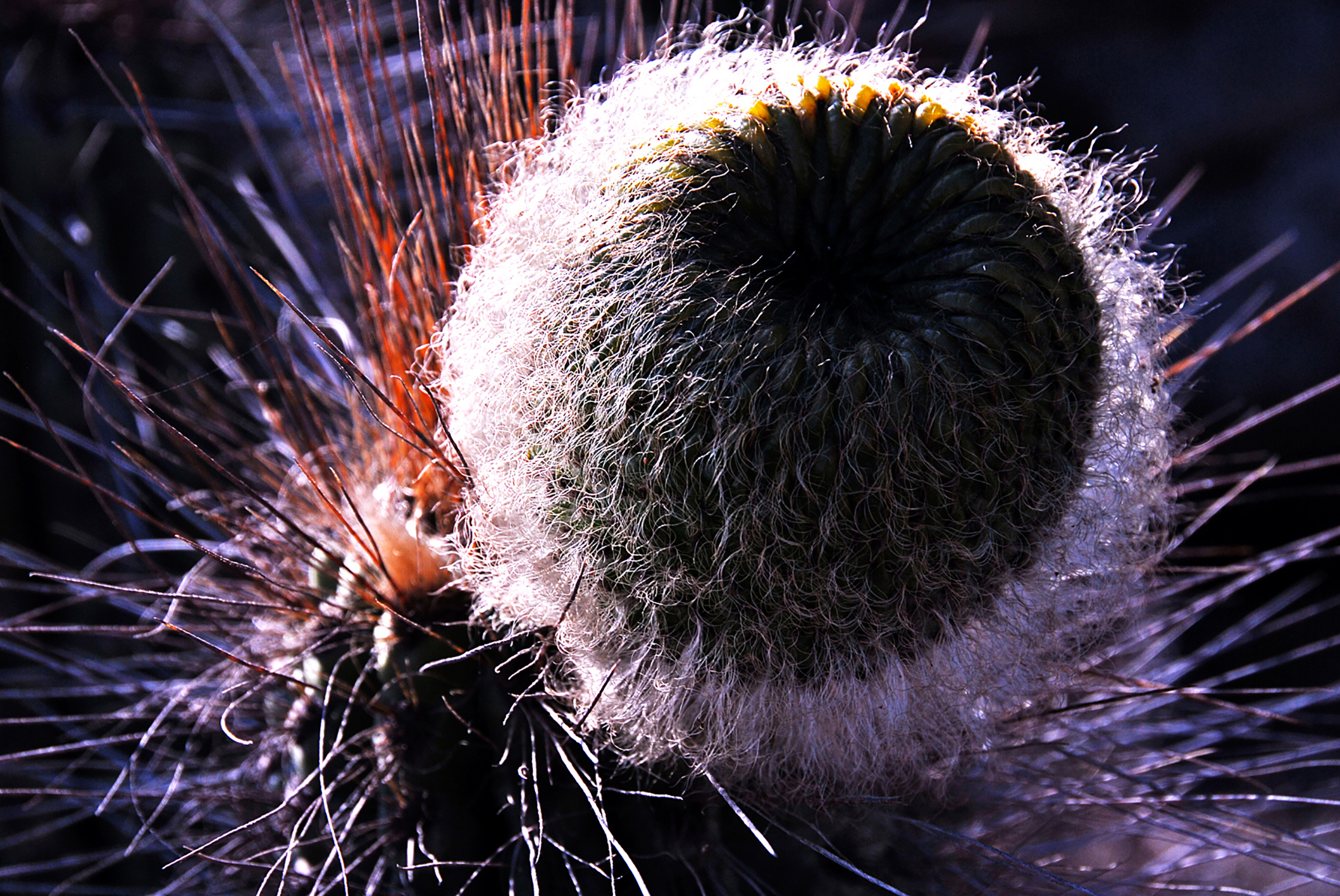
Eulychnia acida
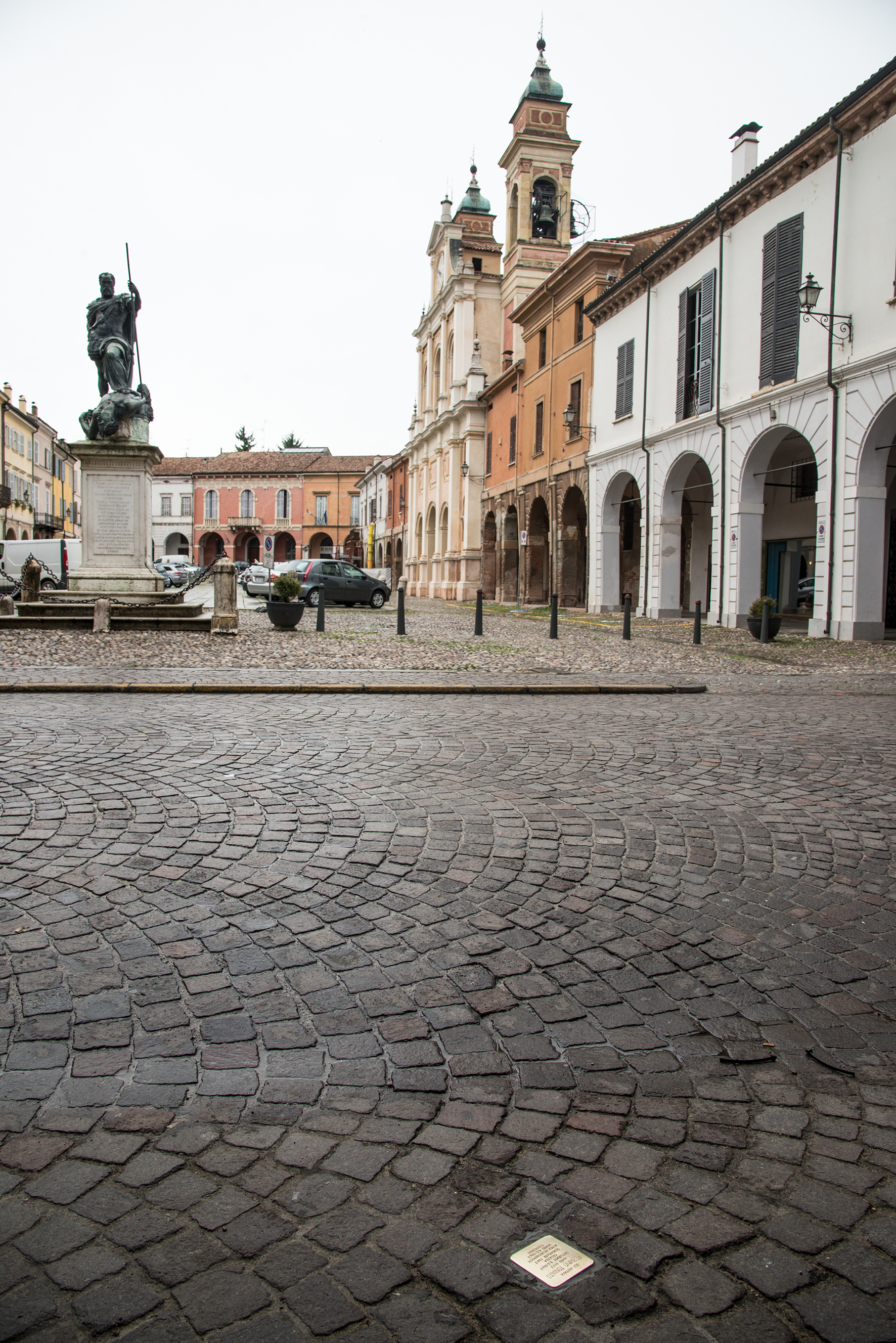
Una pietra d'inciampo a Guastalla
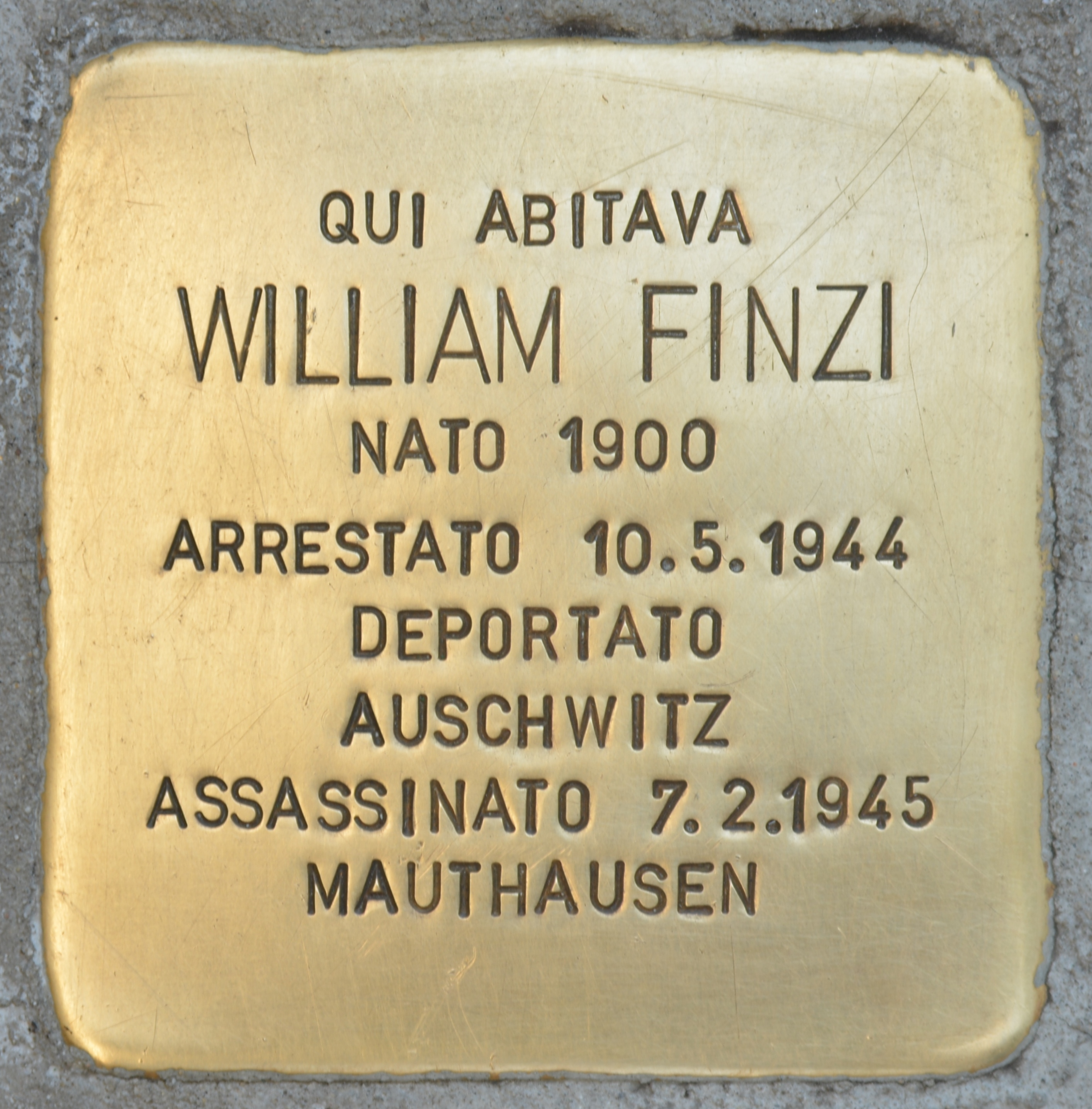
Una pietra d'inciampo a Milano